# Спадок Борна (фільм)
«Спадок Борна» (англ. The Bourne Legacy) — американський шпигунський бойовик режисера Тоні Ґілроя, що вийшов 2012 року. Картина створена на основі фільмів про Борна Роберта Ладлама (також був сценаристом)
Сценаристом також був Ден Ґілрой, продюсерами — Патрік Кроулі, Френк Маршал та інші. Вперше фільм продемонстрували 30 липня 2012 року у Нью-Йорку, США.
В Україні прем'єра фільму відбулася 30 серпня 2012 року.

## Сюжет
Дія розгортається рівночасно з подіями фільму Ультиматум Борна. Одночасно з проєктом «Тредстоун» розроблявся проєкт Розвідувального управління міністерства оборони США «Аутком», який відрізнявся від проєкту ЦРУ «Тредстоун» тим, що агентам давали спеціальні таблетки-стимулятори (сині — для мозку, зелені — для м'язів). Недоліком цих таблеток був у тому, що їх потрібно було приймати регулярно, інакше агент починав фізично та розумово деградувати і кінець кінцем  помирав. Одним із агентів був юнак Кеннет Джеймс Кітсом, який офіційно вважається загиблим на війні. Після успішної підготовки він отримує нове ім'я «Аарон Крос» і стає п'ятим польовим агентом.
Однак потім, коли Джейсон Борн майже розкриває задуми ЦРУ щодо проєкту «Блекбраяр», Міністерство оборони вирішує знищити всі сліди «Ауткома», щоб не допустити судових розглядів над своїми співробітниками. Цією операцією керує агент Ерік Баєр, давній знайомий Кроса. Аарон, який знаходиться на тренінгу в горах і регулярно приймає запаси стимуляторів, випадково уникає загибелі при спробі команди Баєра знищити його та ще одного агента «Ауткома»; другий агент гине. Аарону доводиться інсценувати свою смерть, вирізавши маячок зі свого тіла і змусивши спійманого вовка проковтнути його. Вовк гине замість Кроса, і Аарон повертається до США. В цей час в біолабораторії, де проводили дослідження агентів «Ауткома», один із учених вбиває майже всіх колег, після чого зводить рахунки з життям. Живою залишається тільки доктор Марта Шерінг, яку вчений не встиг вбити до прибуття охорони. Аарон, зрозумівши, що її не залишать живою, вривається до неї в будинок і рятує її від чотирьох кілерів. Вона повідомляє, що йому потрібні тільки сині таблетки, оскільки ефект зелених вже зафіксований спеціальним ретровірусом. Вони переховуються, щоб знайти для Аарона другий вірус, який зафіксує дію синіх.
На основі даних, відомих Шерінг, вони їдуть на Філіппіни. Баєр намагається її вирахувати і раптово виявляє фото Кроса. Зрозумівши, навіщо вони вирушили на хімічний завод з виробництва стимуляторів «Ауткома», він віддає наказ зловити їх і знищити. Марта вводить Аарону вірус і тим самим рятує його від інтелектуальної деградації. Вони тікають, попри оголошену тривогу, попутно викравши у шефа охорони заводу його золотий годинник «Ролекс». Наступного дня їх намагається вбити черговий агент, цього разу з проєкту «ЛАРКС», але після довгої гонитви на мотоциклах їм вдається від нього позбутися. Фільм закінчується тим, що Аарон і Марта пливуть на шхуні, обираючи маршрут для подорожі, а в Нью-Йорку триває суд над учасниками проєкту «Блекбраяр», який закінчується не дуже вдало.

## У ролях
| Актор           | Персонаж                                                    | Роль                                                                         |
| --------------- | ----------------------------------------------------------- | ---------------------------------------------------------------------------- |
| Джеремі Реннер  | Аарон Крос/Кеннет Кітсом (англ. Aaron Cross/Kenneth Kitsom) | член операції «Наслідок», програми «Чорна операція» Міністерства оборони США |
| Рейчел Вайс     | Марта Шіринґ (англ. Marta Shearing)                         | доктор генетики                                                              |
| Едвард Нортон   | Ерік Баєр (англ. Eric Byer)                                 | полковник ВПС США у відставці                                                |
| Стейсі Кіч      | Марк Турсо (англ. Mark Turso)                               | адмірал, відповідальний за Operation Outcome                                 |
| Джоан Аллен     | Памела Ленді (англ. Pamela Landy)                           | заступник директора ЦРУ                                                      |
| Девід Стретейрн | Ноа Возен (англ. Noah Vosen)                                | керівник програми «Чорна шипшина»                                            |
| Оскар Айзек     | третій (англ. Outcome 3)                                    | агент Operation Outcome                                                      |
| Альберт Фінні   | Альберт Гірш (англ. Albert Hirsch)                          | медичними директорами Treadstone                                             |
| Скотт Гленн     | Езра Крамер (англ. Ezra Kramer)                             | директор ЦРУ                                                                 |
| Донна Мерфі     | Діта Менді (англ. Dita Mandy)                               |                                                                              |
| Майкл Чернус    | Артур Інгрем (англ. Arthur Ingram)                          |                                                                              |
| Корі Столл      | Зів Вендел (англ. Zev Vendel)                               |                                                                              |
| Девід Літч      |                                                             | водій                                                                        |

## Сприйняття

### Критика
Фільм отримав змішані відгуки: Rotten Tomatoes дав оцінку 56 % на основі 211 відгуків від критиків (середня оцінка 5,9/10) і 51 % від глядачів із середньою оцінкою 3,4/5 (201,034 голоси), сказавши, що «він не такий невимушений, як попередні фільми трилогії, але „Спадок Борна“ доводить, що франшиза має що ще розказати і переваги від магнетичної гри Джеремі Реннера у головній ролі», Internet Movie Database — 6,7/10 (112 658 голосів), Metacritic — 61/100 (42 відгуки критиків) і 6,1/10 від глядачів (263 голоси).

### Касові збори
Під час показу у США, що стартував 10 серпня 2012 року, протягом першого тижня фільм показали у 3,745 кінотеатрах і він зібрав $38,142,825, що на той час дозволило йому зайняти 1 місце серед усіх прем'єр. Показ протривав 91 день (13 тижнів) і закінчився 8 листопада 2012 року, зібравши у прокаті у США $113,203,870, у світі — $162,940,880, тобто $276,144,750 загалом при бюджеті $55 млн.
В Україні показ стартував 30 серпня 2012 року, протягом першого тижня фільм показали у 123 кінотеатрах і він зібрав $296,948, що на той час дозволило йому зайняти 1 місце серед усіх прем'єр. Після закінчення показу касові збори фільму склали $640,795.